# Bakalář
Bakalář ist die führende Biermarke der tschechischen Brauerei Tradiční pivovar v Rakovníku („Traditionelle Brauerei in Rakovník“). 2016 wurden 116.608 hl Bier gebraut.

## Geschichte

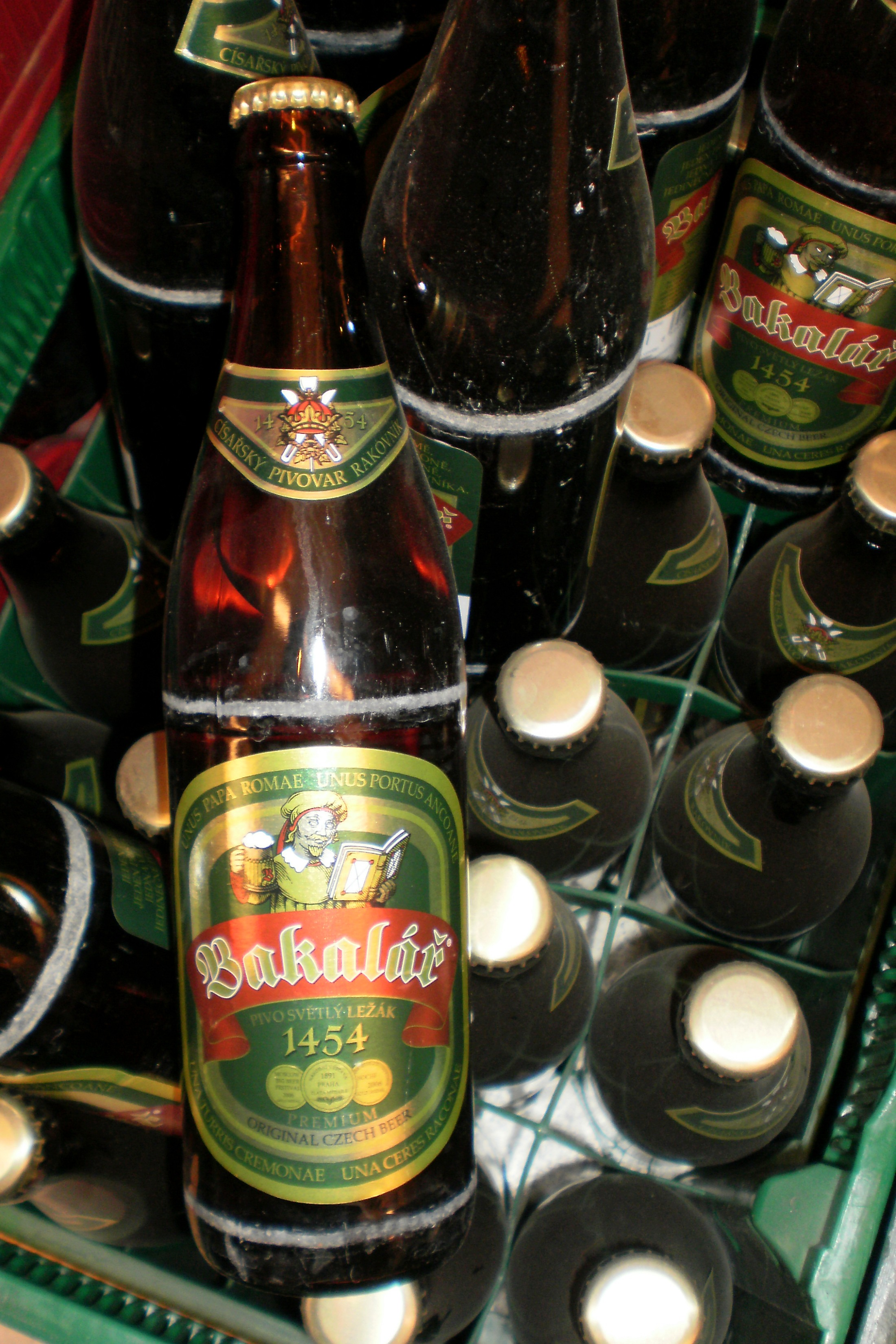
Bakalář-Bier

1454 wurde der Stadt Rakovník vom böhmischen König Ladislav das Recht gewährt, Bier zu brauen. Nach der Samtenen Revolution im Jahr 1989 wurde die Brauerei in eine Aktiengesellschaft umgewandelt (Tradiční pivovar v Rakovníku, a.s.) und wechselte mehrmals den Besitzer.

## Biere
- Bakalář světlé výčepní (4,0 % VOL)
- Bakalář 11° světlý ležák (4,5 % VOL)
- Bakalář světlý ležák (4,9 % VOL)
- Bakalář tmavé výčepní (3,8 % VOL)
- Bakalář řezané výčepní (4,5 % VOL)
- Bakalář světlý ležák za studena chmelený (5,2 % VOL)
- Bakalář světlý ležák za studena chmelený z čerstvého chmele (5,2 % VOL)[2]
- Bakalář medový speciál (5,8 % VOL)
- Rakovar 560 (5,8 % VOL)[3]
- Černovar světlý ležák (4,9 % VOL)
- Černovar tmavý ležák (4,5 % VOL)
- Pražačka světlé výčepní pivo (4,0 % VOL)
- Bakalář nealkoholický za studena chmelený (0,5 % VOL)